# Liste der Schiffe der United States Navy/B

## B-Ba
- USS B-1 (SS-10)
- USS B-2 (SS-11)
- USS B-3 (SS-12)
- USS B. A. H. Hubbard (SP-416)
- USS B. F. Macomber (SP-980)
- USS B. H. B. Hubbard (SP-416)
- USS B. N. Creary ()
- USS Bab ()
- USS Babbitt (DD-128)
- USS Babette II ()
- USS Bache (DD-470)
- USS Badassah ()
- USS Badger (1889, DD-126, FF-1071)
- USS Badoeng Strait (CVE-116)
- USS Baffins ()
- USS Bagaduce (, )
- USS Bagheera ()
- USS Bagley (TB-24, DD-185, DD-386, FF-1069)
- USS Baham ()
- USS Bahamas ()
- USS Bailer ()
- USS Bailey (TB-21, DD-269, DD-492)
- USS Bainbridge (1842, DD-1, DD-246, CGN-25, DDG-96)
- USS Bairoko (CVE-115)
- USS Baker (DE-190)
- USS Balanga ()
- USS Balao (SS-285)
- USS Balch (DD-50, DD-363)
- USS Balduck (APD-132)
- USS Baldwin ()
- USS Balfour ()
- USS Bali ()
- USS Ballard (1813, DD-267)
- USS Balm ()
- USS Baltimore (1777, 1798, 1861, C-3 / CM-3, CA-68, SSN-704, SSN-812)
- USS Bamberg County (LST-209)
- USS Banaag ()
- USS Banago ()
- USS Bancroft (1892, DD-256, DD-598)
- USS Bandera ()
- USS Bang (SS-385)
- USS Bangor ()
- USS Bangust ()
- USS Banner (, )
- USS Banning ()
- USS Bannock (ATF-81)
- USS Banshee (1863)
- USS Baranof ()
- USS Barataria (, )
- USS Barb (SS-220, SSN-596)
- USS Barbados ()
- USS Barbara ()
- USS Barbarossa ()
- USS Barbel (SS-316, SS-580)
- USS Barber (LPR-57)
- USS Barbero (SS-317)
- USS Barbet (, )
- USS Barbey (FF-1088)
- USS Barbican ()
- USS Barboncito ()
- USS Barbour County (LST-1195)
- USS Barcelo (, )
- USS Baretta ()
- USS Barite ()
- USS Barker ()
- USS Barnegat (, )
- USS Barnes (CVE-7, CVE-20)
- USS Barnett (, )
- USS Barney (TB-25, DD-149, DDG-6)
- USS Barnstable ()
- USS Barnstable County (LST-1197)
- USS Barnwell ()
- USS Baron ()
- USS Baron DeKalb (1861)
- USS Barr (APD-39)
- USS Barracuda (SS-21, SF-4/SS-163, SSK-1)
- USS Barrett (AP-196)
- USS Barricade ()
- USS Barrier ()
- USS Barritt ()
- USS Barrow ()
- USS Barry (DD-2, DD-248, DD-933, DDG-52)
- USS Bartlett (AGOR-13)
- USS Barton (DD-599, DD-722)
- USS Bashaw ()
- USS Basilan ()
- USS Basilone (DD-824)
- USS Bass (, )
- USS Bassett (APD-73)
- USS Bastian ()
- USS Bastion ()
- USS Bastogne ()
- USS Bat ()
- USS Bataan (CVL-29, LHD-5)
- USS Bateleur ()
- USS Bates (APD-47)
- USS Batesburg ()
- USS Batfish (AGSS-310, SSN-681)
- USS Bath (, )
- USS Batjan ()
- USS Baton Rouge (SSN-689)
- USS Battler ()
- USS Bauer (DE-1025)
- USS Bausell (DD-845)
- USS Bauxite ()
- USS Bavaria ()
- USS Baxley ()
- USS Baxter ()
- USS Bay Spring ()
- USS Baya (SS-318)
- USS Bayfield ()
- USS Bayntun ()
- USS Bayocean ()
- USS Bayonne ()
- USS Bazeley ()
- USS Bazely (, )

## Be
- USS Beacon (PG-99)
- USS Beagle (, )
- USS Beale (DD-40, DD-471)
- USS Bear ()
- USS Bearss (DD-654)
- USS Beatty (DD-640, DD-756)
- USS Beaufort (, , , , ATS-2)
- USS Beaumere II ()
- USS Beaumont ()
- USS Beauregard ()
- USS Beaver (AS-5/ARG-19)
- USS Beaver State (ACS-10)
- USS Beaverhead ()
- USS Bebas ()
- USS Beckham ()
- USS Becuna (SS-319)
- USS Bedford Victory ()
- USS Beeville ()
- USS Begor (APD-127)
- USS Bel Air ()
- USS Belet (APD-109)
- USS Belfast ()
- USS Belknap (DD-251/AVD-8/APD-34, CG-26)
- USS Bell (DD-95, DD-587)
- USS Bella ()
- USS Bellatrix (AK-20/AKA-3, , AKR-288)
- USS Belle ()
- USS Belle Grove ()
- USS Belle Isle ()
- USS Belle Italia ()
- USS Belle of Boston ()
- USS Belleau Wood (CVL-24, LHA-3)
- USS Bellerophon (ARL-31)
- USS Bellingham ()
- USS Bellona ()
- USS Belmont (, )
- USS Beltrami ()
- USS Beluga ()
- USS Belusan (, )
- USS Ben Morgan ()
- USS Benavidez (AKR-306)
- USS Benefit ()
- USS Benevolence ()
- USS Benewah ()
- USS Benfold (DDG-65)
- USS Benham (DD-49, DD-397, DD-796)
- USS Benicia (1868, PG-96)
- USS Benjamin Franklin (SSBN-640)
- USS Benjamin Isherwood (AO-191)
- USS Benjamin Stoddert (DDG-22)
- USS Benner (DD-807)
- USS Bennett (DD-473)
- USS Bennington (PG-4, CV-20)
- USS Bennion (DD-662)
- USS Benson (DD-421)
- USS Bentinck ()
- USS Bentley ()
- USS Benton County (LST-263)
- USS Benzie County (LST-266)
- USS Berberry ()
- USS Bergall (SS-320, SSN-667)
- USS Bergen ()
- USS Bering Strait ()
- USS Berkeley (DDG-15)
- USS Berkeley County (LST-279)
- USS Berkshire ()
- USS Berkshire County (LST-288)
- USS Bermuda ()
- USS Bernadou (DD-153)
- USS Bernalillo County (LST-306)
- USS Bernard ()
- USS Berrien ()
- USS Berry ()
- USS Bertell W. King ()
- USS Berwind ()
- USS Berwyn ()
- USS Beryl ()
- USS Besboro ()
- USS Besoeki ()
- USS Bessemer Victory ()
- USS Bessie H. Dantzler ()
- USS Bessie J. ()
- USS Bessie Jones ()
- USS Besugo (SS-321)
- USS Beta ()
- USS Betelgeuse (, AK-260)
- USS Bethany ()
- USS Betty Jane I ()
- USS Betty M. II ()
- USS Beukelsdijk ()
- USS Beverly W. Reid (LPR-119)
- USS Bexar (LPA-237)

## Bi-Bl
- USS Bibb (WPG-31, , )
- USS Bickerton ()
- USS Biddle (TB-26, DD-151, DDG-5, CG-34)
- USS Bie & Schiott ()
- USS Bienville ()
- USS Biesbosch ()
- USS Big Black River (LFR-401)
- USS Big Chief ()
- USS Big Horn (AO-45, T-AO-198)
- USS Big Horn River ()
- USS Big Pebble ()
- USS Bigelow (DD-942)
- USS Bignonia ()
- USS Billfish (SS-286, SSN-676)
- USS Billingsley (DD-293)
- USS Billow (, )
- USS Biloxi (CL-80)
- USS Bingham (LPA-225)
- USS Birch ()
- USS Birgit ()
- USS Birmingham (CL-2, CL-62, SSN-695)
- USS Bisbee ()
- USS Biscayne ()
- USS Bismarck Sea (CVE-95)
- USS Biter ()
- USS Bitterbush ()
- USS Bittern (AM-36, MHC-43)
- USS Bivalve ()
- USS Biven ()
- USS Bivin ()
- USS Black (DD-666)
- USS Black Arrow ()
- USS Black Douglas ()
- USS Black Hawk (1848, AD-9, MHC-58)
- USS Black Warrior River ()
- USS Blackfin (SS-322)
- USS Blackfish ()
- USS Blackford ()
- USS Blackstone River ()
- USS Blackwood ()
- USS Bladen ()
- USS Blair (DER-147)
- USS Blakeley (DD-150)
- USS Blakely (DE-140, , FF-1072/DE-1072)
- USS Blanche ()
- USS Blanco County (LST-344)
- USS Bland ()
- USS Blandy (DD-943)
- USS Blanquillo ()
- USS Bledsoe County (LST-356)
- USS Blenny (SS-324)
- USS Blessman (APD-48)
- USS Bligh ()
- USS Block Island (CVE-21, CVE-106)
- USS Bloomer ()
- USS Blount ()
- USS Blower (SS-325)
- USS Blue (DD-387, DD-744)
- USS Blue Bird (MSC-95, MSC-121)
- USS Blue Dolphin ()
- USS Blue Jacket ()
- USS Blue Jay ()
- USS Blue Light ()
- USS Blue Ridge (1918, AGC-2, LCC-19)
- USS Blueback (SS-326, SS-581)
- USS Bluebird (, , )
- USS Bluefish (SS-222, SSN-675)
- USS Bluegill (SS-242)
- USS Bluffton ()

## Bo-Br
- USS Boarfish (SS-327)
- USNS Bob Hope (T-AKR-300)
- USS Bobby ()
- USS Bobolink (, )
- USS Bobylu ()
- USS Bocaccio ()
- USS Bocachee ()
- USS Boggs ()
- USS Bogue (CVE-9)
- USS Boise (CL-47, SSN-764)
- USS Bold (, MSO-424, AGOS-12)
- USS Bolinas (CVE-36)
- USS Bolivar ()
- USS Bollinger (LPA-234)
- USS Bolster (ARS-38)
- USS Bomazeen ()
- USS Bombard ()
- USS Bon Homme Richard (CVA-31)
- USS Bonaci ()
- USS Bond ()
- USS Bondia (AF-42)
- USS Bonefish (SS-223, SS-582)
- USS Bonhomme Richard (1765, LHD-6)
- USS Bonita (SS-15, SP-540, SS-165, SSK-3/SS-552)
- USS Bonito (1846)
- USS Boone (FFG-28)
- USS Boone County (LST-389)
- USS Bootes ()
- USS Booth (FF-170)
- USS Bordelon (DD-881)
- USS Boreas ()
- USS Borer ()
- USS Borie (DD-215, DD-704)
- USS Borum (DE-790)
- USS Bosque ()
- USS Boston (1776, 1776, 1799, 1825, 1884, CA-69, SSN-703)
- USS Boston Salvor ()
- USS Bostwick ()
- USS Botetourt ()
- USS Bottineau (LPA-235)
- USS Bougainville (CVE-100)
- USS Bouker No. 2 ()
- USS Boulder (LST-1190)
- USS Boulder Victory ()
- USS Bountiful (AH-9)
- USS Bourbon (1783)
- USS Bowditch (AGS-4, AGS-21, T-AGS-62)
- USS Bowdoin ()
- USS Bowen (FFT-1079)
- USS Bowers (APD-40)
- USS Bowfin (SS-287)
- USS Bowie ()
- USS Boxer (1815, 1832, 1865, 1905, CV-21, LHD-4)
- USS Boxwood ()
- USS Boy Scout ()
- USS Boyd (DD-544)
- USS Boyle (DD-600)
- USS Bracken ()
- USS Brackett ()
- USS Bradford (DD-545)
- USS Bradley (FF-1041)
- USS Braine (DD-630)
- USS Braithwaite ()
- USS Brambling (, )
- USS Branch (DD-197, DD-310)
- USS Brandenburg ()
- USS Brandywine (1825)
- USS Brant (, )
- USS Brattleboro ()
- USS Brave ()
- USS Braxton ()
- USS Bray (DE-709)
- USS Braziliera ()
- USS Brazos ()
- USS Breaker (, , )
- USS Breakhorn ()
- USS Breakwater ()
- USS Bream ()
- USS Breck (DD-283)
- USS Breckinridge ()
- USS Breeman (DE-104)
- USS Breese (DD-122)
- USS Bremerton (CA-130, SSN-698)
- USS Brennan ()
- USS Breton (CVE-10, CVE-23)
- USS Brevard ()
- USS Brewster County (LST-483)
- USS Brewton (FF-1086)
- USS Briarcliff ()
- USS Briareus (AR-12)
- USS Bridge (AF-1, AOE-10)
- USS Bridgeport (AD-10, CA-127)
- USS Bridget (DE-1024)
- USS Bright ()
- USS Brill (SS-330)
- USS Brilliant ()
- USS Brinkley Bass (DD-887)
- USS Briscoe (APA-65, DD-977)
- USS Brisk ()
- USS Brister (DE-327)
- USS Bristol (DD-453, DD-857)
- USS Bristol County (LST-1198)
- USS Britannia ()
- USS Brittin (AKR-305)
- USS Broad Arrow ()
- USS Broad Kill River (LFR-405)
- USS Broadbill (, AM-58)
- USS Broadkill River ()
- USS Broadwater ()
- USS Brock (APD-93)
- USS Brockenborough ()
- USS Bronstein (DE-189, FF-1037)
- USS Brontes ()
- USS Bronx (, LPA-236)
- USS Brooke (FFG-1)
- USS Brookings ()
- USS Brooklyn (1859, CA-3, CL-40)
- USS Brooks (APD-10)
- USS Broome ()
- USS Brough ()
- USS Brown (DD-546)
- USS Brownson (DD-518, DD-868)
- USS Brownsville (PF-10)
- USS Bruce (DD-329)
- USS Bruce C. Heezen (AGS-64)
- USS Brule (, AKL-28)
- USS Brumby (FF-1044)
- USS Brunswick (, , ATS-3)
- USS Brush (DD-745)
- USS Brutus ()
- USS Bryant (DD-665)
- USS Bryce Canyon (AD-36)

## Bu-By
- USS Bucareli Bay ()
- USS Buccaneer ()
- USS Buchanan (DD-131, DD-484, DDG-14)
- USS Buck (SP-1355, DD-420, DD-761)
- USS Buckeye ()
- USS Buckingham ()
- USS Buckthorn (, )
- USS Bucyrus Victory ()
- USS Buena Ventura ()
- USS Buena Vista ()
- USS Buffalo (1813, 1892, CL-84, CL-99, CL-110, SSN-715)
- USS Bugara (SS-331)
- USS Bulkeley (DDG-84)
- USS Bull (DE-693/APD-78)
- USS Bull Dog ()
- USS Bull Run ()
- USS Bullard (DD-660)
- USS Bullen ()
- USS Bullfinch ()
- USS Bullhead (SS-332)
- USS Bulloch County (LST-509)
- USS Bullock ()
- USS Bullwheel ()
- USS Bulmer (DD-222)
- USS Bulwark (, MSO-425)
- USS Bumper (SS-333)
- USS Bunch (DE-694/APD-79)
- USS Buncombe County (LST-510)
- USS Bunker Hill (CV-17, CG-52)
- USS Bunting (, )
- USS Buoyant ()
- USS Burden R. Hastings ()
- USS Burdo (APD-133)
- USS Burges ()
- USS Burias ()
- USS Burke (APD-65)
- USS Burleigh (APA-95)
- USS Burleson ()
- USS Burlington (PF-51)
- USS Burns (DD-171, DD-588)
- USS Burrows (1814, DD-29, DE-105)
- USS Burton Island ()
- USS Bush (DD-166, DD-529)
- USS Bushnell (AS-2, AS-15)
- USS Bussum ()
- USS Busy ()
- USS Butler (DD-636/DMS-29)
- USS Butte (APA-68, AE-27)
- USS Butternut (AN-g)
- USS Buttress ()
- USS Byard ()
- USS Byron ()